# John Butler (12e baron Dunboyne)
Pour les articles homonymes, voir John Butler (homonymie) et Butler.
John Butler, 12e baron Dunboyne (1731 - 7 mai 1800) est un ecclésiastique et aristocrate irlandais, évêque catholique romain de Cork et Ross. Afin d'obtenir son titre temporel et de se marier il devient (jusqu'à 2004) le seul apostat authentifié dans la hiérarchie catholique en Irlande.

## Jeunesse
Butler est le troisième fils d'Edmond Butler, 8e baron Dunboyne (mort en 1732) et d'Anne Nagle, née Grace. La famille fait partie d'un riche réseau familial à travers le Leinster et le Munster. Cependant, la famille est soumise à la politique du gouvernement britannique de restriction des droits civils des catholiques irlandais.
Élevé dans l'Église catholique romaine, il a très tôt une vocation pour l'Église. Ses frères Pierce et Edmond choisissent l'armée et quittent la maison familiale pour combattre dans la guerre de Succession d'Autriche. Butler commence ses études au Collège irlandais de Rome, réussissant à perdre son œil gauche dans un duel, et est ordonné prêtre en 1755 dans la basilique Saint-Jean de Latran. Il retourne en Irlande en 1758, après avoir terminé son doctorat, bien que ses références catholiques impliquent une entrevue devant un juge de paix à Whitehaven. Butler entre à l'archidiocèse catholique romain de Cashel et Emly, étant nommé curé de la paroisse d'Ardmayle en 1759. Alors qu'il monte dans la hiérarchie de l'Église, devenant archidiacre et secrétaire de l'évêque, il renforce également son rôle séculier dans le réseau de la famille Butler.

## Évêque de Cork
Le poste d'évêque de Cork est vacant en 1763 et Butler obtient un soutien immédiat en tant que candidat principal, étant nommé par le pape Clément XIII en 1763. Les années qui suivent sa nomination marquent une réduction des incapacités civiles des catholiques en Irlande et l'assouplissement offre à l'Église l'opportunité de mettre enfin en œuvre les décrets du Concile de Trente dans le respect de la hiérarchie irlandaise. Butler dirige les changements, mais prend soin d'utiliser son réseau et son statut laïcs pour maintenir des relations avec l'establishment protestant. Par crainte du sentiment protestant, Butler bloque l'établissement des Ursulines de Nano Nagle à Cork jusqu'en 1771 et publie une condamnation des émeutes des tonneliers de Cork de 1766.
Les frais volés et autres cotisations sont mal ressentis et fournissent parfois un prétexte à la violence des Whiteboys envers le clergé. Butler publie une déclaration, Statuta synodalia pro dioecesi Corcagiesi (1768), que l'implication dans les Whiteboys est un péché réservé. Il soutient le Test Act 1774 et apporte un soutien financier substantiel au Comité catholique.

## Baron Dunboyne
Butler hérite du titre de baron Dunboyne en décembre 1785 à la mort de son neveu Pierce Edmond Creagh Butler, 11e baron Dunboyne. Butler est sans enfant et la baronnie est menacée d'extinction s'il n'a pas d'héritier, mais en tant que prêtre, il n'est pas autorisé à se marier.
En décembre 1786, il démissionne de son poste d'évêque et demande au pape une dérogation à l'interdiction du mariage clérical. La pétition est refusée. Malgré le refus, il épouse en 1787 une cousine, Maria (1764/5-1860), fille de Theobald Butler. Il prête serment d'allégeance, d'abjuration et de suprématie.
Il déménage dans sa maison ancestrale à Dunboyne, dans le comté de Meath, où le couple a une fille qui est décédée assez jeune, puis à Dublin. Dunboyne et la chapelle catholique sont incendiés lors du soulèvement de 1798. Dunboyne offre de le faire reconstruire à ses frais et fait don de son calice au curé de Fethard.
En 1800, âgé et infirme, il écrit une lettre de repentance au pape, rédige un testament et fait sa confession au prêtre catholique Guillaume Gahan. Il meurt à Dublin et est enterré au couvent des Augustins de Fethard, dans le comté de Tipperary.

## Contentieux testamentaire
Butler laisse sa propriété au St Patrick's College de Maynooth et les litiges avec sa famille, notamment par sa sœur, Catherine O'Brien-Butler du château de Bansha, dans le comté de Tipperary, sont rapide. La légalité du testament est contestée car les lois pénales privent les catholiques du droit de faire un testament et une séquence d'actions en justice, comme Butler c. Moore (1802), s'ensuit avant un compromis entre le collège et la famille en 1808. Le compromis conduit l'établissement Dunboyne au collège pour fournit des bourses.